# Андраш Немет
Андраш Немет (угор. András Németh, нар. 9 листопада 2002, Кейптаун, Південно-Африканська Республіка) — угорський футболіст, нападник німецького клубу «Гамбург» та національної збірної Угорщини. На умовах оренди грає за клуб «Пройсен Мюнстер».

## Ігрова кар'єра

### Клубна
Андраш Немет народився у Кейптауні в родині угорця і південноафриканки.
Займатися футболом Немет почав в Угорщині, а згодом перебрався до Бельгії, де грав у молодіжній команді клубу «Генк». У 2020 році Немет був внесений до заявки першої команди але одразу був відправлений в оренду у клуб Другого дивізіону «Ломмель». У січні 2022 року Немет дебютував в основі «Генка» в матчах чемпіонату Бельгії.
27 січня 2023 року футболіст підписав контракт на 3,5 роки з клубом Другої Бундесліги Німеччини «Гамбург» і вже через два дні зіграв першу гру у новій команді.

### Збірна
У 2019 році у складі юнацької збірної Угорщини (U-17) Андраш Немет брав участь у юнацькому чемпіонаті Європи в Ірландії, де зіграв п'ять матчів і забив три голи.
В тому ж році нападник грав на юнацькому чемпіонаті світу (U-17) у Бразилії, де у трьох матчах забив два голи.
Маючи південноафриканське коріння, на міжнародному рівні Андраш Немет обрав національну збірну Угорщини і в листопаді 2022 року у товариському матчі проти Люксембургу Немет дебютував у головній команді країни. І в першій грі за збірну відмітився забитим голом.

## Статистика виступів

### Статистика виступів за збірну
Станом на 19 листопада 2023 року
| Дата       | Місто      | Господарі  | Результат | Гості      | Турнір            | Голи | Примітки |
| ---------- | ---------- | ---------- | --------- | ---------- | ----------------- | ---- | -------- |
| 17-11-2022 | Люксембург | Люксембург | 2 – 2     | Угорщина   | товариський матч  | 1    | 58'      |
| 23-3-2023  | Будапешт   | Угорщина   | 1 – 0     | Естонія    | товариський матч  | -    | 76'      |
| 16-11-2023 | Софія      | Болгарія   | 2 – 2     | Угорщина   | Відбір до ЧЄ 2024 | -    | 74'      |
| 19-11-2023 | Будапешт   | Угорщина   | 3 – 1     | Чорногорія | Відбір до ЧЄ 2024 | -    | 78'      |
| Усього     |            | Матчів     | 4         |            | Голів             | 1    |          |